# Naziresha-moskee
De Naziresha-moskee is een moskee en een cultureel monument van Albanië, gelegen in de stad Elbasan. Het werd in 1599 gebouwd door een Naziresha (Nazire), de dochter van een Nazir (minister). Nadat het in 1920 gedeeltelijk beschadigd was door een aardbeving (het minaretbalkon en een deel van het typisch Albanese dak werden verwoest), werd het in 1948 een cultureel monument.
Tijdens een renovatie in 2012 werd het hoge rode pannendak vervangen door een metalen koepel.